# Artoria cingulipes
Artoria cingulipes är en spindelart som beskrevs av Simon 1909. Artoria cingulipes ingår i släktet Artoria och familjen vargspindlar. Inga underarter finns listade i Catalogue of Life.